# عمرة القضاء
عمرة القضاء هي العمرة التي أداها الرسول وألفان من أصحابه سوى النساء والصبيان، في ذي القعدة 7 هـ عوضًا عن العمرة التي صُرفوا عنها وفقًا لشروط صلح الحديبية، وقد تزوج الرسول من ميمونة بنت الحارث خلال تلك العمرة، وكانت أول عمرة قام به نبي الإسلام محمد والمسلمون بعد الهجرة إلى المدينة المنورة، حيث حدث ذلك في صباح اليوم الرابع من ذي القعدة 7هـ (629 م)، بعد صلح الحديبية 6هـ (628 م)، استغرق الحدث بأكمله ثلاثة أيام.

## التسمية
تٌسمى هذه العمرة بعمرة القضاء ويقال: عمرة القصاص. ويقال: عمرة القضية. وسُميت بعمرة القضاء لأنها قضاءً عن العمرة التي مُنع منها النبي والمسلمون عام الحديبية. وكذلك سُميت بعمرة القصاص؛ لأن قريش صدوا النبي وأصحابه في ذي القعدة في الشهر الحرام من سنة 6 هـ، فاقتص النبي منهم، فدخل مكة في ذي القعدة، في الشهر الحرام الذي صدوه فيه، من سنة 7 هـ. ورُوى عن ابن عباس أنه قال: فأنزل الله في ذلك: ﴿وَالْحُرُمَاتُ قِصَاصٌ﴾ [البقرة:194].
وكذلك سُميت بعمرة المقاضاة التي كان قاضاهم عليها، على أن يرجع عنهم عامه هذا، ثم يأتي في العام القابل، ولا يدخل مكة إلا في جلبان السلاح، وأن لا يقيم أكثر من ثلاثة أيام، وهذه العمرة هي المذكورة في قوله تعالى في سورة الفتح.

## الرؤيا

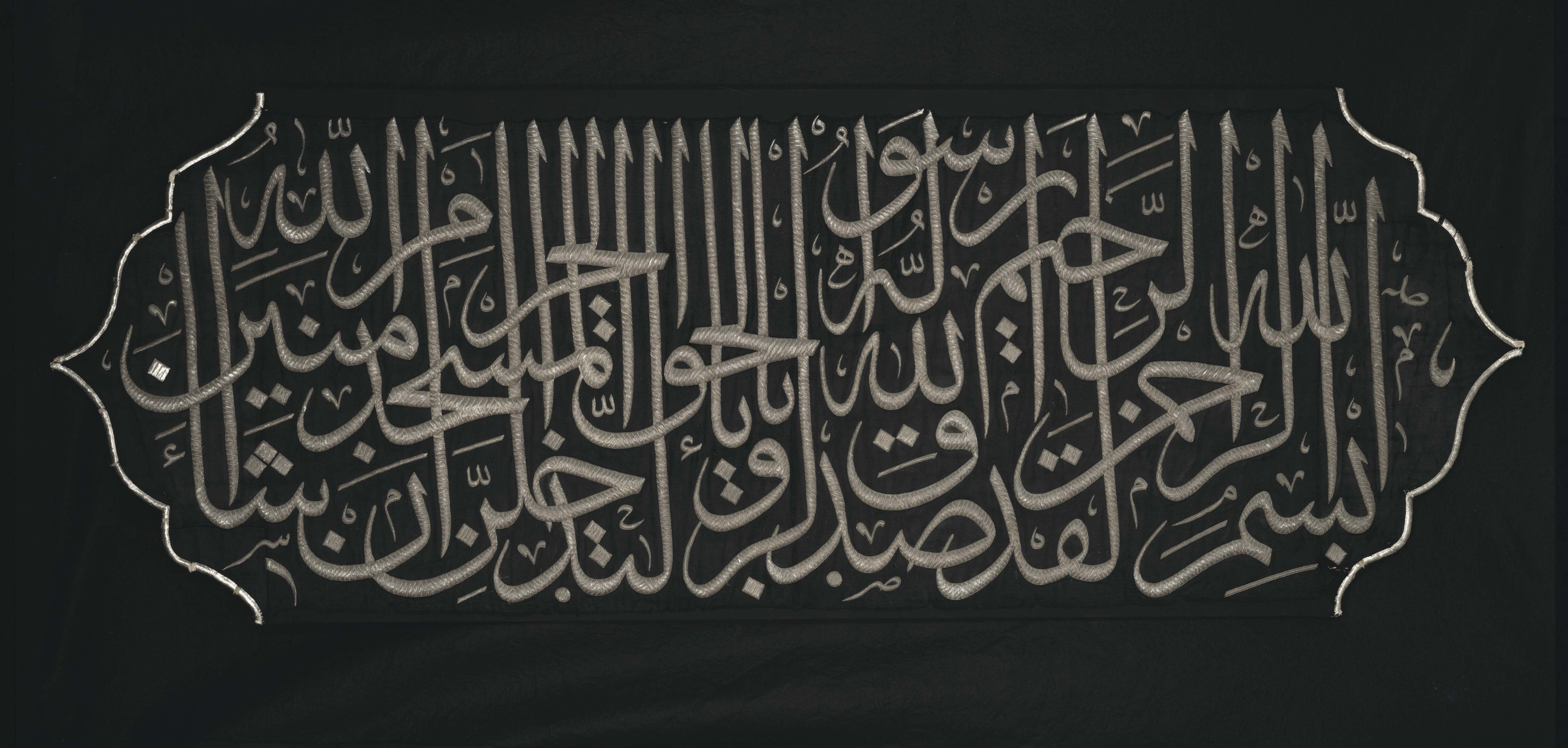
لوحة من ستارة باب الكعبة في القرن التاسع عشر، تحتوي على جزء من الآية 27 من سورة الفتح التي تتحدث عن رؤيا النبي بدخول مكة معتمرًا.

رأى النبي في منامه أنه دخل هو وأصحابه المسجد الحرام، فقال لهم: إني قد رأيت أنكم ستدخلون المسجد الحرام محلقين رؤوسكم ومقصرين. وقص النبي رؤياه على أصحابه فاستبشروا بها وعبروها أنهم داخلون إلى مكة بعمرتهم التي خرجوا لأجلها.
خرج النبي يوم الاثنين غرة ذي القعدة سنة 6 هـ ومعه نحو ألف وأربعمائة صحابي معتمرًا إلى البيت الحرام، فمنعتهم قريش، وعقدوا صلح الحديبية معه أن يرجع هذا العام، ويدخلوا للعمرة في العام التالي، وأن توضع الحرب بين الطرفين عشر سنين، وعدة شروط أخرى.
فلما جرى صلح الحديبية وتأهب الناس إلى القفول والتحلل من الإحرام والرجوع إلى المدينة، أثار بعض المنافقين ذكر الرؤيا فقالوا: فأين الرؤيا فو الله ما دخلنا المسجد الحرام ولا حلقنا وقصرنا. فنزلت الآية تصديقًا لرؤيا النبي: ﴿لَقَدْ صَدَقَ اللَّهُ رَسُولَهُ الرُّؤْيَا بِالْحَقِّ لَتَدْخُلُنَّ الْمَسْجِدَ الْحَرَامَ إِنْ شَاءَ اللَّهُ آمِنِينَ مُحَلِّقِينَ رُءُوسَكُمْ وَمُقَصِّرِينَ لَا تَخَافُونَ فَعَلِمَ مَا لَمْ تَعْلَمُوا فَجَعَلَ مِنْ دُونِ ذَلِكَ فَتْحًا قَرِيبًا ۝٢٧﴾ [الفتح:27]، وتأويلها دخول النبي مكة في عمرة القضاء في العام التالي لصلح الحديبية.

## العمرة

### الخروج للعمرة
لما رجع رسول الله إلى المدينة من غزوة خيبر، أقام بها شهري ربيع وجماديين ورجبًا وشعبان ورمضان وشوالًا، يبعث فيما بين ذلك من سراياه. فلما هلَّ شهر ذي القعدة من نهاية السنة السابعة للهجرة، أمر النبي أصحابه، والرجال الذين شهدوا صلح الحديبية خاصة، بالاستعداد للخروج للعمرة، فخرجوا إلا من استشهد، وخرج معه آخرون معتمرين، فكانت عدتهم ألفين سوى النساء والصبيان. واستعمل على المدينة عويف بن الأضبط الديلي.
وساق المسلمون معهم ستين بدنة، وجعل عليها ناجية بن جندب الأسلمي، وأحرم للعمرة من ذي الحليفة، ولبى، ولبى المسلمون معه، وخرج مستعدًا بالسلاح والمقاتلة، خشية أن يقع من قريش غدر، فلما بلغ يأجج وضع الأداة كلها، الحجف، والمجان، والنبل، والرماح، وخلف عليها أوس بن خولي الأنصاري في مائتي رجل، ودخل بسلاح الراكب والسيوف في القرب. وركب راحلته القصواء.

### صفة العمرة
خرج المشركون عند دار الندوة ليروا المسلمين، وقيل من عند جبل قعيقعان، وقال المشركون فيما بينهم: "إنه يقدم عليكم وفد وهنتهم حمى يثرب"، أي أن المسلمين أصابتهم الحمى وضعفوا. فلما دخل رسول الله المسجد، اضطبع بردائه، وأخرج عضده اليمنى، ثم قال: «رحم الله امرأ أراهم اليوم من نفسه قوة». وطاف النبي بالبيت على ناقته، واستلم الركن بمحجنه. ثم استلم الحجر الأسود، وخرج يهرول، ويهرول أصحابه معه، حتى إذا واراه البيت منهم واستلم الركن اليماني، مشى حتى يستلم الركن الأسود، ثم هرول كذلك ثلاثة أطواف ومشى سائرها فكان ابن عباس يقول: «كان الناس يظنون أنها ليست عليهم، وذلك أن رسول الله إنما صنعها لهذا الحي من قريش، للذي بلغه عنهم، حتى حج حجة الوداع، فلزمها، فمضت السُنَّة بها.».
وكان عبد الله بن رواحة آخذًا بخطام ناقة النبي يقول:
ولما فرغ من الطواف سعى بين الصفا والمروة، فلما فرغ من السعي، وقد وقف الهدي عند المروة، قال: «هذا المنحر وكل فجاج مكة منحر»، فنحر عند المروة وحلق هناك، وكذلك فعل المسلمون، ثم بعث ناسًا إلى يأجج، فيقيموا على السلاح، ويأتي الآخرون فيقفون نسكهم ففعلوا.

### زواج النبي بميمونة بنت الحارث
بعث رسول الله جعفر بن أبي طالب إلى ميمونة بنت الحارث فخطبها عليه، فجعلت أمرها إلى العباس، وكان تحته أختها أم الفضل بنت الحارث، فزوجها العباس للنبي بمكة. وأصدقها عن رسول الله أربع مائة درهم.

### الخروج من مكة
في اليوم الثالث، جاء حويطب بن عبد العزى في نفر من قريش،  وكانت قريش قد وكلته بإخراج النبي وأصحابه من مكة، فقالوا له: «إنه قد انقضى أجلك، فاخرج عنا»، فقال النبي: «وما عليكم لو تركتموني فأعرست بين أظهركم، وصنعنا لكم طعامًا فحضرتموه» قالوا: «لا حاجة لنا في طعامك، فاخرج عنا». فخرج النبي، وخلف أبا رافع مولاه على ميمونة، حتى أتاه بها بسرف وهو موضع قرب التنعيم، فبنى بها رسول الله هنالك، ثم وصلوا المدينة في ذي الحجة.
ولما أراد الخروج من مكة تبعتهم ابنة حمزة، تنادى، يا عم يا عم، فتناولها علي، واختصم فيها علي وجعفر وزيد، فقضى لجعفر، لأن خالتها كانت تحته.

## عمرات النبي الأخرى
دخل النبي مكة بعد الهجرة خمس مرات، وأحرم في أربع منهن من الميقات لا قبله، فأحرم عام الحديبية من ذي الحليفة ويعتبرها العلماء العمرة الأولى وإن لم تتم، ثم دخلها المرة الثانية، فقضى عمرته وهي عمرة القضاء وأقام بها ثلاثة أيام، ثم خرج. ثم دخلها المرة الثالثة في فتح مكة في رمضان بغير إحرام، ثم خرج منها إلى حنين، ثم دخلها بعمرة من الجعرانة وهي العمرة الثالثة، ودخلها في هذه العمرة ليلًا وخرج ليلًا. وعمرته الرابعة والأخيرة كانت مع حجة الوداع. وكانت جميع عمرات النبي في أشهر الحج مخالفة لهدي المشركين، فإنهم كانوا يكرهون العمرة في أشهر الحج ويقولون: هي من أفجر الفجور.

### معلومات المراجع المُفصَّلة
- عبد الملك بن هشام (1955)، السيرة النبوية لابن هشام، تحقيق: مصطفى السقا، إبراهيم الإبياري، عبد الحفيظ شلبي، القاهرة: مطبعة مصطفى البابي الحلبي، OCLC:784296253، QID:Q120885568
- محمد الطاهر بن عاشور (1984)، التحرير والتنوير من التفسير، تونس: الدار التونسية للنشر، OCLC:11603545، QID:Q115641984
- ابن كثير الدمشقي (1997)، البداية والنهاية، تحقيق: عبد الله بن عبد المحسن التركي، القاهرة: هجر للطباعة والنشر والتوزيع والإعلان، OCLC:4770896261، QID:Q113496832
- صفي الرحمن المباركفوري (2002)، الرحيق المختوم، بيروت: دار الهلال، OCLC:4770120781، QID:Q121008886
- محمد بن جرير الطبري (2010)، جامع البيان عن تأويل آي القرآن، تحقيق: محمود محمد شاكر، مكة المكرمة: دار التربية والتراث، QID:Q121008769
- موسى بن راشد العازمي (2011)، اللؤلؤ المكنون في سيرة النبي المأمون، مدينة الكويت: المكتبة العامرية، QID:Q135216658
- ابن قيم الجوزية (2019)، زاد المعاد في هدي خير العباد، آثار الإمام ابن قيم الجوزية وما لحقها من أعمال (30)، مراجعة: سليمان بن عبد الله العمير، عبد الرحمن بن صالح السديس، أحمد بن فارس السلوم، عبد الرحمن بن حسن قائد. تحقيق: محمد أجمل الإصلاحي، محمد عزير شمس، نبيل بن نصار السندي، علي العمران، الرياض، بيروت: دار عطاءات العلم، دار ابن حزم، OCLC:1129591256، QID:Q115796791